# Ouadi el-Houdi
Le Ouadi el-Houdi est un oued situé dans le Sud de l'Égypte, dans le désert oriental. On y trouve les plus anciennes carrières d'améthyste connues à ce jour. Le Ouadi el-Houdi est important pour l'archéologie en raison du grand nombre d'inscriptions rupestres et de stèles qui y sont retrouvées. Presque toutes datent du Moyen Empire, époque de l'apogée du goût pour l'améthyste en Égypte. Le Ouadi el-Houdi se termine dans la vallée du Nil à quelques kilomètres au nord d'Assouan et y arrive par le sud-est. Les anciennes carrières d'améthyste se trouvent à trente-cinq kilomètres au sud-est d'Assouan.

## Découverte et fouilles
Les mines d'améthyste du Ouadi el-Houdi sont découvertes par le géologue Labib Nassim en 1923, qui décrit le site dans un ouvrage trois ans plus tard. En 1938-1939, George William Murray et Ibrahim Abedl 'Al y dirigent la mission Topographical Survey of Egypt : de nombreuses inscriptions rupestres et stèles sont découvertes. G.W. Murray rend compte de ses découvertes dans ses lettres à Ahmed Fakhry en 1939 et 1940, ce dernier se rendant donc lui-même au Ouadi el-Houdi la même année. A. Fakhry rapporte quelques fragments inscrits du site 4 au musée d'Assouan et trois stèles sont publiées par le musée, sous la direction de Shihab Effenti. Le site, désormais connu du public, est cependant laissé sans surveillance et une vingtaine d'objets y sont dérobés. A. Fakhry publie le reste des inscriptions en 1952 et divise le site en quatorze zones. Il décrit déjà les traces d'une activité minière avec ces inscriptions mais aussi par la présence de profondes carrières remplies de sédiments et de zones aménagées pour un personnel minier. En 1975, Ashraf Sadek mène trois jours de relevés épigraphiques qu'il publie cinq ans plus tard, complétant ainsi le corpus d'inscriptions et proposant de nouvelles traductions,. La numérotation actuelle des inscriptions du Ouadi el-Houdi est tirée de ses travaux. En 1993, Ian Shaw et Robert Jameson entreprennent de nouvelles recherches sur le site. En 2014, la Wadi el-Hudi Expedition voit finalement le jour, co-dirigée par Kate Liszka, Meredith Brand et Bryan Kraemer, afin d'étudier l'organisation et le déroulement des expéditions minières dans le désert oriental. Des saisons de fouilles sont menées entre 2015 et 2024, permettant de comprendre certains aspects administratifs, techniques et sociaux de l'activité minière in situ,,,,,.

## Topographie
Le Ouadi el-Houdi est dominé par le Gebel el-Houdi, colline qui s'élève au centre du plateau du oued principal. Les mines d'améthyste s'étendent à l'Ouest tandis qu'à l'Est se mêlent des mines d'or et de barytine. Dans sa publication sur le site, Ahmed Fakhry liste quatorze zones différentes, aujourd'hui précisées par les travaux plus récents de la Wadi el-Hudi Expedition.
| Site 1  | Mines de barytine anciennes. Quelques structures pour les mineurs.                     |
| Site 2  | Structure fortifiée.                                                                   |
| Site 3  | Petites mines d'or anciennes. Quelques structures datées de l'époque romaine.          |
| Site 4  | Structure du Moyen Empire reconstruite à l'époque ptolémaïque. Mines d'améthyste.      |
| Site 5  | Structure fortifiée du Moyen Empire. Mines d'améthyste.                                |
| Site 6  | Pic taillé, beaucoup d'inscriptions et graffiti du Moyen Empire.                       |
| Site 7  | Route ancienne.                                                                        |
| Site 8  | Puits et constructions en pierre, sûrement datés de l'époque romaine.                  |
| Site 9  | Structure fortifiée du Moyen Empire. Mines d'améthyste.                                |
| Site 10 | Mines de mica. Quelques structures ptolémaïques et romaines associées aux sites 11-12. |
| Site 11 | Structure fortifiée ptolémaïque et romaine.                                            |
| Site 12 | Structures d'habitation pour les mineurs du site 10.                                   |
| Site 13 | Mines d'or anciennes.                                                                  |
| Site 14 | Mines d'or modernes. Projet débuté en 1902 mais abandonné.                             |

Les mines d'améthyste sont associées aux sites 4, 5 et 9, ces deux derniers accueillant également des structures fortifiées relativement proches. La forteresse de la zone 9 est rectangulaire et entourée d'une enceinte qui ouvre au Nord-Est sur deux mines d'améthyste (cent mètres de long). Son architecture rappelle celle des forteresses nubiennes édifiées entre les règnes de Sésostris Ier et Sésostris III au-delà de la première cataracte, datation corroborée par deux stèles découvertes en 2015 et qui mentionnent l'an 28 de Sésostris Ier,. Les mines du site 5 seraient quant à elles les plus anciennes puisque les inscriptions WH 002 à WH 005 retrouvées là-bas mentionnent le règne de Nebtaouyrê Montouhotep IV, à la XIe dynastie. La mine principale en forme de L (cent mètres de long, dix mètres de profondeur) se trouve au Sud-Ouest de la structure fortifiée du site 5, installée sur une colline. La structure est ceinturée d'un mur en pierres sèches et divisée en deux parties par un second, qui délimite ainsi la partie administrative du sommet (Upper Point, Upper Court) des autres complexes d'habitation en contrebas (North West Area). La partie supérieure est le siège de l'administration, où sont stockés les minerais et l'eau, tandis que la partie inférieure est réservée à l'approvisionnement au logement de la main-d'œuvre (en grande partie nubienne),.  
Un troisième ensemble de mines d'améthyste (soixante mètres de long) est découvert en 2016 sur le site et semble être le plus important de tout l'oued. Les fouilles de la zone permettent de distinguer deux phases d'occupation majeures au Moyen Empire puis aux époques ptolémaïque et romaine, même si du matériel encore plus ancien y est mis au jour. Le site 4 livre aussi la seule inscription datée du Nouvel Empire de tout l'oued, la stèle du vice-roi de Kouch Ousersatet, datée du règne d'Amenhotep II,. 

## Activité minière
L'activité minière débute par la prospection du site. Au Ouadi el-Houdi, le titre de prospecteur ms-ꜤꜢ.t est attesté dans quatre inscriptions (WH 013, WH 020, WH 023, WH 057). Les prospecteurs cherchent des marqueurs précis comme certaines veines minérales (qui indiquent la présence de cristaux de roche dans le sol) ou bien des géodes isolées sur le sol. Le sol est ensuite creusé pour localiser des veines de bonne qualité. Les mines du Ouadi el-Houdi sont caractérisées par des petites veines d'au moins dix centimètres de large. Les minerais sont extraits par des ouvriers spécialisés grâce à des masses en pierre d'environ dix kilogrammes, retrouvées in situ. Des masses plus petites d'environ trois-cents grammes sont quant à elles utilisées pour séparer l'améthyste du quartz. En ce qui concerne l'outillage, les pierres granitiques utilisées sont locales mais le site 9 semble livrer les traces d'outils métalliques. Les minerais extraits sont triés d'abord à côté des mines, afin d'éliminer les morceaux de quartz, puis apportés dans des zones sécurisées où un second raffinage peut avoir lieu pour les cristaux les plus beaux,. Sur le site 5, des débris de quartz sont notamment retrouvés sur une zone de traitement attenante à la mine ainsi que dans la cour de l'Upper Court et dans une petite pièce de l'Upper Point. Les minerais d'améthyste sont ensuite acheminés vers la vallée du Nil en direction des ateliers de joaillerie. 

## Inscriptions
Les plus anciennes inscriptions datables du Ouadi el-Houdi appartiennent au roi Montouhotep IV qui a régné sous la XIe dynastie. Il s'agit de cinq textes datés de la première année du roi, qui indiquent clairement que le but de l'expédition était de rapporter de l'améthyste ḥsmn. D'autres inscriptions datent de la XIIe dynastie, sous le règne de Sésostris Ier. L'une d'entre elles mentionne le vizir Antefoqer, une autre le grand intendant Hor. Les rois de la XIIe dynastie Amenemhat II, Sésostris III et Amenemhat III sont également cités dans des inscriptions. Le dernier roi de la XIIe dynastie à envoyer une expédition dans l'oued est Amenemhat IV. Enfin, plusieurs textes attestent d'une expédition sous le roi de la XIIIe dynastie Khâneferrê Sobekhotep. Les dédicants des stèles se placent sous une protection divine : la déesse Hathor, appelée « dame de l'améthyste », apparaît dans six inscriptions sur le site, tandis que la déesse Satet est nommée dans quatre inscriptions.
| Nom du roi                               | Année de règne et nombre d'inscriptions associé | Total |
| ---------------------------------------- | --- | ----- |
| Nebtaouyrê Montouhotep IV (XIe dynastie) | An 1 : quatre stèles / an 2 : une stèle / non datée : une stèle                                                                                                | 5     |
| Sésostris Ier (XIIe dynastie)            | An 17 : une stèle / an 20 : quatre stèles / an 22 : trois stèles / an 24 : deux stèles / an 28 : trois stèles / an 29 : deux stèles / non datées : deux stèles | 16    |
| Sésostris III (XIIe dynastie)            | An 13 : deux stèles / non datée : une stèle | 3     |
| Amenemhat II (XIIe dynastie)             | Non datée : une stèle | 1     |
| Amenemhat III (XIIe dynastie)            | An 11 : une stèle / an 20 : une stèle / an 28 : une stèle | 3     |
| Amenemhat IV (XIIe dynastie)             | An 2 : une stèle | 1     |
| Khâneferrê Sobekhotep (XIIIe dynastie)   | An 6 : trois stèles / non datée : deux stèles | 5     |

En mars 2019, la découverte de plus de cent inscriptions rupestres, quatorze stèles et quarante-cinq ostraca datés du Moyen Empire a été annoncée par les archéologues. Dans l'une des stèles, vieille de 3 400 ans, était inscrit le nom d'un haut fonctionnaire nommé Ousersatet,.